# شاه‌توت‌کوب
شاه‌توت‌کوب (نام علمی: Melanocharis) نام یک سرده از تیره شاه‌توت‌کوبان است.

## گونه‌ها
- شاه‌توت‌کوب خالدار (Melanocharis crassirostris)
- شاه‌توت‌کوب میان‌کوه (Melanocharis longicauda)
- شاه‌توت‌کوب سیاه (Melanocharis nigra)
- شاه‌توت‌کوب نواری (Melanocharis striativentris)
- شاه‌توت‌کوب دم‌بادبزنی (Melanocharis versteri)
- شاه‌توت‌کوب تیره (Melanocharis arfakiana)